# Topographia Ducatus Montani

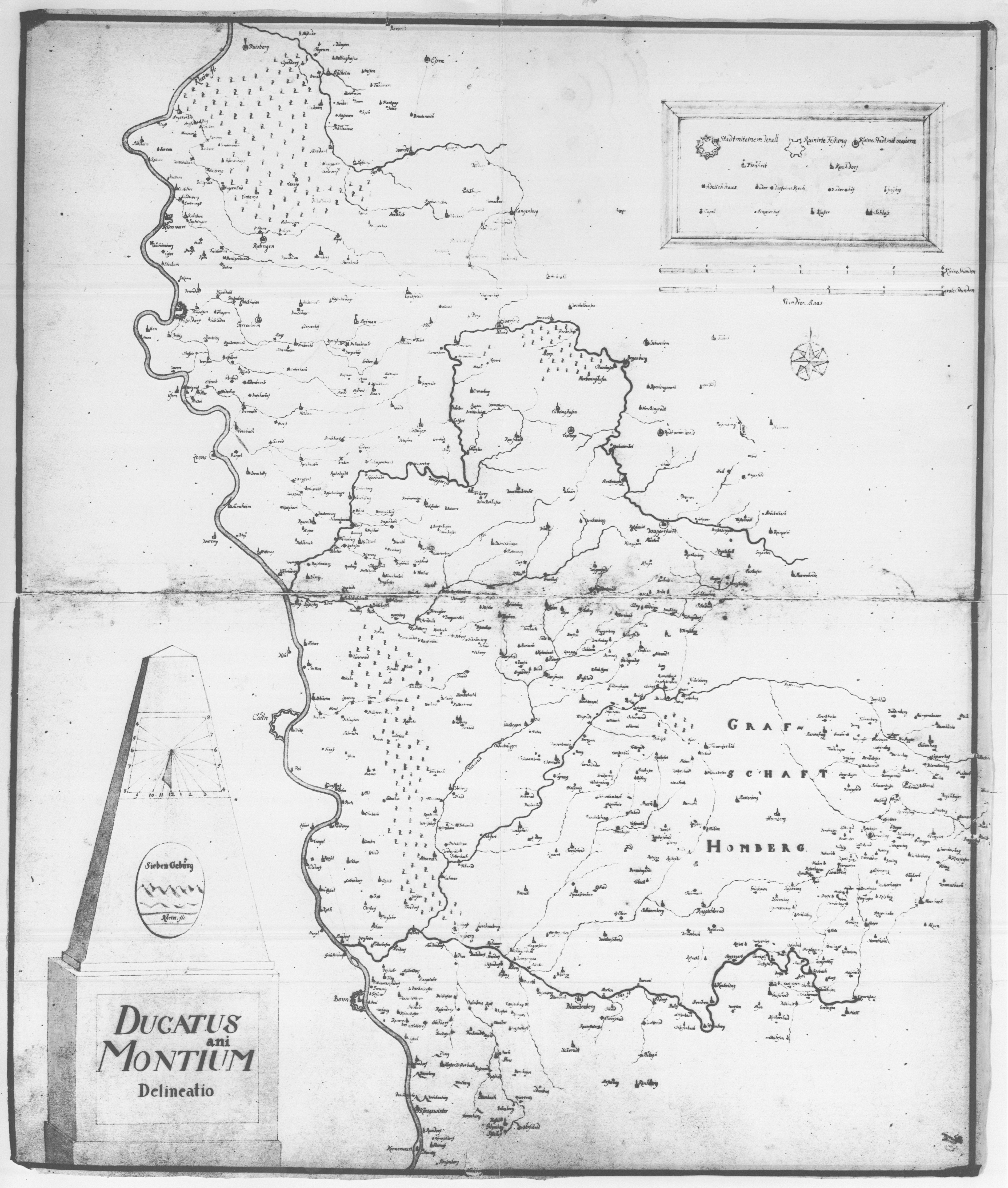
Ducatus Montium /-ani Delineatio (Abriss des Herzogtums Berg)

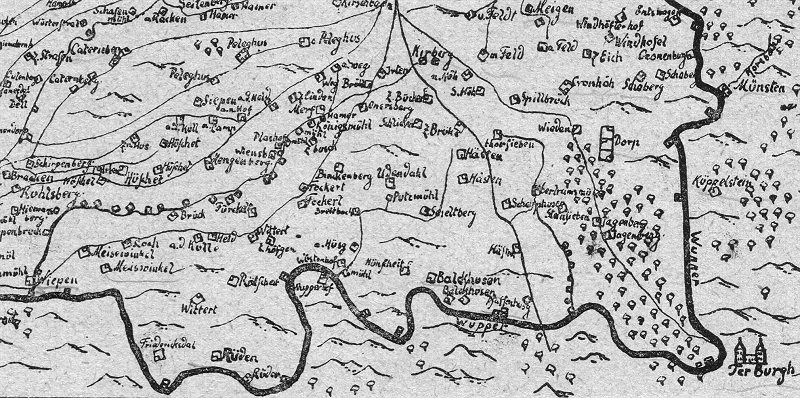
Schleifkotten an den Nebenflüssen der Wupper; Ausschnitt aus der Karte des Amtes Solingen (Maße des gesamten Kartenblattes 43,6 × 36 cm) der Topographia Ducatus Montani, Blatt 8.

Die Topographia Ducatus Montani (lateinisch: Topographie des Herzogtums Berg) ist ein Kartenwerk des Erich Philipp Ploennies aus dem Jahre 1715. Sein Werk lässt als älteste topografische Darstellung des gesamten Bergischen Landes mit dem Herzogtum Berg im Zusammenspiel von Text (Landesbeschreibung) und Karte ein recht geschlossenes und vielseitiges Bild der Landschaft des beginnenden 18. Jahrhunderts entstehen, das es verdient, als historische Untersuchung Beachtung zu finden.
Das Werk stellt das Herzogtum Berg nach seinen Ämtern, Herrschaften und Städten dar. Es umfasst eine Beschreibung mit Ansichten einzelner Plätze sowie eine Serie von kartographischen Einzelblättern. Die Ortssignaturen weisen die Städte, Dörfer, Freiheiten, Klöster, Schlösser, Viehhöfe, Mühlen, Schleifkotten etc. der jeweiligen Territorien aus. Das Werk ist an den Kurfürsten Johann Wilhelm gerichtet und kam nicht mehr zum Druck.
Kartografisch waren erstmals fast alle Brücken, Wälder, Klöster, Freiheiten, adeligen Häuser und auch die wichtigsten Grenzen dargestellt.
Das Original wird im Landesarchiv Nordrhein-Westfalen, Abteilung Rheinland aufbewahrt.

## Wirtschaft – Ökonomischer Entwicklungsstand 1715 im Herzogtum Berg
Plönnies gibt in seinem Werk eine Darstellung der ökonomischen Verhältnisse um 1715, die seinerzeit mit Sicherheit Erstaunen und Faszination auslöste, denn Hunderte von wassergetriebenen Schleifkotten, von Hämmern und Mühlen, von Windmühlen im Rheintal und im flachen Niederrheingebiet, von metallverarbeitenden Hammerwerken und "Slipkotten" im Raum Solingen und Remscheid, von Papiermühlen an der Strunde und Pulvermühlen im Oberbergischen Teil des Landes, Kupferhütten bei Langenberg und Kupfergruben bei Wipperfürth, Kohlengruben in der Herrschaft Broich, von Gruben und Bergwerken in den Ämtern Steinbach, Windeck und Porz, sowie Öl- und Getreidemühlen sind neben den Dörfern und Städten zu erkennen.
…sei fast nichts zu nennen, was dem landte fehlen mögte, dann was dem einen Ambt abgehet, hat doch das andere. Trotzdem seien aber aus der Masse der Ämter drei aufgrund besonderer wirtschaftlicher Merkmale hervorzuheben, und zwar das Amt Elberfeld, in dem mann Vor einigen jahren...angefangen steinkohlen zu suchen, ferner das Amt Steinbach, wo man "Eysenhütten, eisen Gruben… und Kupfergruben" finden könne und schließlich das Amt Windeck, wo "mann Eisenberg, Kupferberg und Silberberg" ausbeute.
Darüber hinaus "floriere" in der fruchtbaren Landschaft die Obstwirtschaft, Viehzucht und das Fischereiwesen.

„Die Einwohner darinnen sind mehrentheils fleißige Leute, und gar viele darunter zur Handlung geneigt, daher nahrhafft ihr Stück Brodt zu gewinnen, sie suchen auswerts vielfältig mit fremden Landen zu correspondieren, um, wann sich eine Gelegenheit zeigen mögte, etwas zu gewinnen. Sonsten sind sie spizz, scharf und nachdenkend von Verstand, und können öffters Dinge, die sie nicht gelernet, anderen nachmachen. Ob sie aber auch friedliebend, kan man am besten auf der Canzley erfahren.“

## Inhalt und Beschreibung der Topographia Ducatus Montani

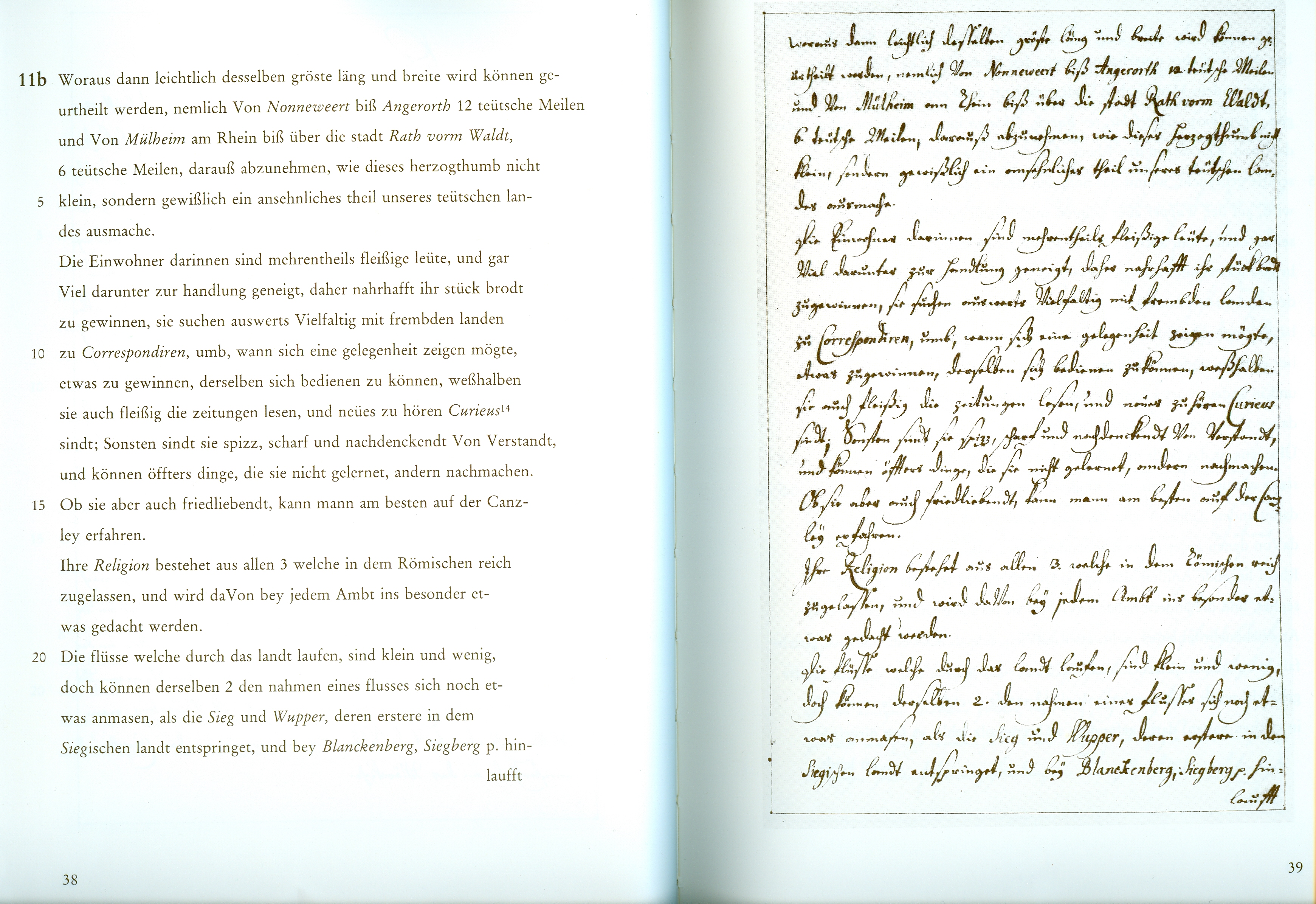
Handschriftliche Eintragungen von Ploennies

Der Unterschied zur reinen Topografie besteht, abgesehen von der Genauigkeit der Darstellung, im Wesentlichen darin, dass sich Plönnies nicht nur der Karte, sondern auch des Textes und der Abbildung bediente. Es handelt sich um ein rein beschreibende Bestandsaufnahme, ohne jeden Anspruch etwas erklären oder begründen zu wollen, weder zu seiner Zeit noch heute kann man Plönnies als Geograph bezeichnen. Das Werk gliedert sich in drei Teile: Text, Karten und Abbildungen. Neben Widmung an den Kurfürsten und Vorbemerkungen für die Leser folgt die eigentliche Beschreibung des Landes, wobei die Übersicht deutlich erkennen lässt, was inhaltlich unter Topographie verstanden wurde:
1. Erklärung des Landesnamens
2. Lage: geografisch, territorial
3. Ausmaß
4. Einwohner: allgemeiner Charakter, Religion
5. Gewässer mit Hinweisen auf Schiffbarkeit
6. Wirtschaftliche Situation: Anbauprodukte, Viehzucht, Holz, Wild, Bergwerke (Steinkohle, Eisen, Kupfer, Silber), Hütten und Hämmer.
7. Gliederung des Landes: Ämter (13), Herrlichkeiten (6), Städte (10), Freiheiten (8).

Nachdem das Land so in seiner Gesamtheit vorgestellt ist, wird im Anschluss auf die einzelnen Städte, Freiheiten, Schlösser, Klöster und schließlich Ämter eingegangen.
Der Kartenteil wird eröffnet mit einer Übersichtskarte des gesamten Herzogtums. Es folgen die Karten der Ämter: Amt Löwenburg, Amt Porz, Amt Miselohe, Amt Monheim, Ober- und Unterratingen Amt Angermund, Amt Mettmann, Amt Solingen, Amt Elberfeld mit Barmen, Amt Beyenburg, Amt Blankenberg, Amt Bornefeld, Amt Lülsdorf, Amt Steinbach und Amt Windeck, sodann die Karten der Herrschaften Schöller und Herrschaft Broich (Schloss Broich) sowie die Herrschaft Hardenberg.
Der Abbildungsteil enthält Ansichten von Düsseldorf, Lennep, Wipperfürth, Ratingen, mit Gerresheim, Radevormwald, Solingen, Benrath, Bensberg, Siegburg, Mülheim am Rhein, Altenberg, Burg und Hückeswagen. In einer Art Anhang, der ansonsten mit dem Gesamtwerk in keinem Zusammenhang steht, folgen schließlich Karten der jülischen Ämter Caster, Bergheim, Jülich-Aldenhoven, Eschweiler-Wilhelmstein und Düren-Nörvenich, dafür fehlen die linksrheinischen Exklaven Wesseling und Rodenkirchen.
Die Karten der einzelnen bergischen Ämter sind nicht als Rahmenkarten, sondern als Inselkarten entworfen, d. h., sie lassen sich nicht nahtlos aneinanderfügen. Sie enthalten die größeren Gewässer teils mit Namen, eine Auswahl des Wegenetzes, größere Waldungen, ebenfalls teilweise mit Namen, und die Siedlungen, die mit verschiedenen Signaturen wiedergegeben sind, die eingetragenen Siedlungsnamen sind dialektal gefärbt. Die Zeichenerklärungen sind auf den Einzelblättern nicht vollständig wiedergeben, dabei werden folgende Unterscheidungen gemacht:
- Stadt mit Mauern,
- Stadt,
- Freiheit,
- altes Schloss,
- ruiniertes Schloss,
- Kirchdorf, Dorf mit Kirche,
- Kapelle, Kapellchen,
- Dorf mit Kapelle (in der Legende nicht erläutert),
- Kloster (in der Legende nicht erläutert),
- Dorf ohne Kirche, kleines Dörfchen, viele Höfe,
- viele gemeine Höfe, viele gemeine Bauernhöfe, 4 Höfe,
- 3 Höfe,
- 2 Höfe,
- 1 Hof,
- Freihof,
- adeliges Haus,
- Mühle Hammer,
- Windmühle (in der Legende nicht erläutert).